# Георг Фридрих (князь Нассау-Зигена)
Георг Фридрих Людвиг Нассау-Зигенский (нем. Georg Friedrich Ludwig zu Nassau-Siegen; 23 февраля 1606, Дилленбург — 5 апреля 1674, Берген-оп-Зом) — правящий граф Нассау-Зигена (с 1664 года — правящий князь Нассау-Зигена), граф Катценельнбоген, Вианден и Диц, барон Байльштайн.

## Биография
Георг Фридрих Людвиг был вторым сыном Иоганна VII (1561—1623), графа Нассау-Зигена (1609—1623), и его второй жены, принцессы Маргариты Шлезвиг-Гольштейн-Зондербургской (1583—1658).
Георг Фридрих Людвиг Нассау-Зигенский служил в голландской армии. 19 ноября 1627 года он получил чин капитана (гауптмана) инфантерии. 3 января 1633 года его произвели в ротмистры от кавалерии. 9 января 1637 года принц получил чин майора инфантерии, а 8 января 1642 года он стал оберстом.
В 1648—1658 годах принц Георг Фридрих Людвиг Нассау-Зигенский занимал чин штатгальтера Райнберга. 25 октября 1658 году он был назначен губернатором Берген-оп-Зома в Северном Брабанте. В 1661 году он был награждён датским орденом Слона.
С 1638 по 1674 года Георг Фридрих Людвиг был правителем графства (а затем княжества) Нассау-Зиген.
4 июня 1647 года в Гааге он женился на Мауритии Элеоноре Португальской (1609—1674), дочери Мануэла Португальского (1568—1638) и Эмилии Оранской-Нассау (1569—1629). Брак был бездетным. Кроме того, у Георга Фридриха Людвига было двое внебрачных дочерей.